# Bois, Charente-Maritime
Bois là một xã trong tỉnh Charente-Maritime trong vùng Nouvelle-Aquitaine, tây nam nước Pháp. Xã Bois, Charente-Maritime nằm ở khu vực có độ cao từ 29-59 mét trên mực nước biển.